# Ancre
Ancre – rzeka we Francji o długości 38 kilometrów, prawy dopływ Sommy. Źródło rzeki znajduje się w pobliżu miasta Miraumont. Ancre przepływa przez departament Somma.
W okolicach rzeki toczyły się walki podczas I wojny światowej.

## Miasta, przez które przepływa rzeka
- Miraumont
- Grandcourt
- Ville-sur-Ancre
- Authuille
- Albert
- Méricourt-l’Abbé
- Corbie
- Heilly
- Aubigny
- Bonnay

## Dopływy
- Canal
- Fossé
- Boulangerie

Rzeka wpływa do Sommy w okolicach miasta Corbie. Średni roczny przepływ wynosi 2,1 m³/s.